# ألان كامبل (سياسي)
ألان كامبل هو سياسي كندي، ولد في 21 مايو 1969 في كندا. حزبياً، نشط في الحزب الليبرالي في جزيرة الأمير إدوارد ‏.